# Lepanthes caritensis
Lepanthes caritensis là một loài thực vật có hoa trong họ Lan. Loài này được Tremblay & Ackerman mô tả khoa học đầu tiên năm 1993.